# Planisfero di Juan de la Cosa

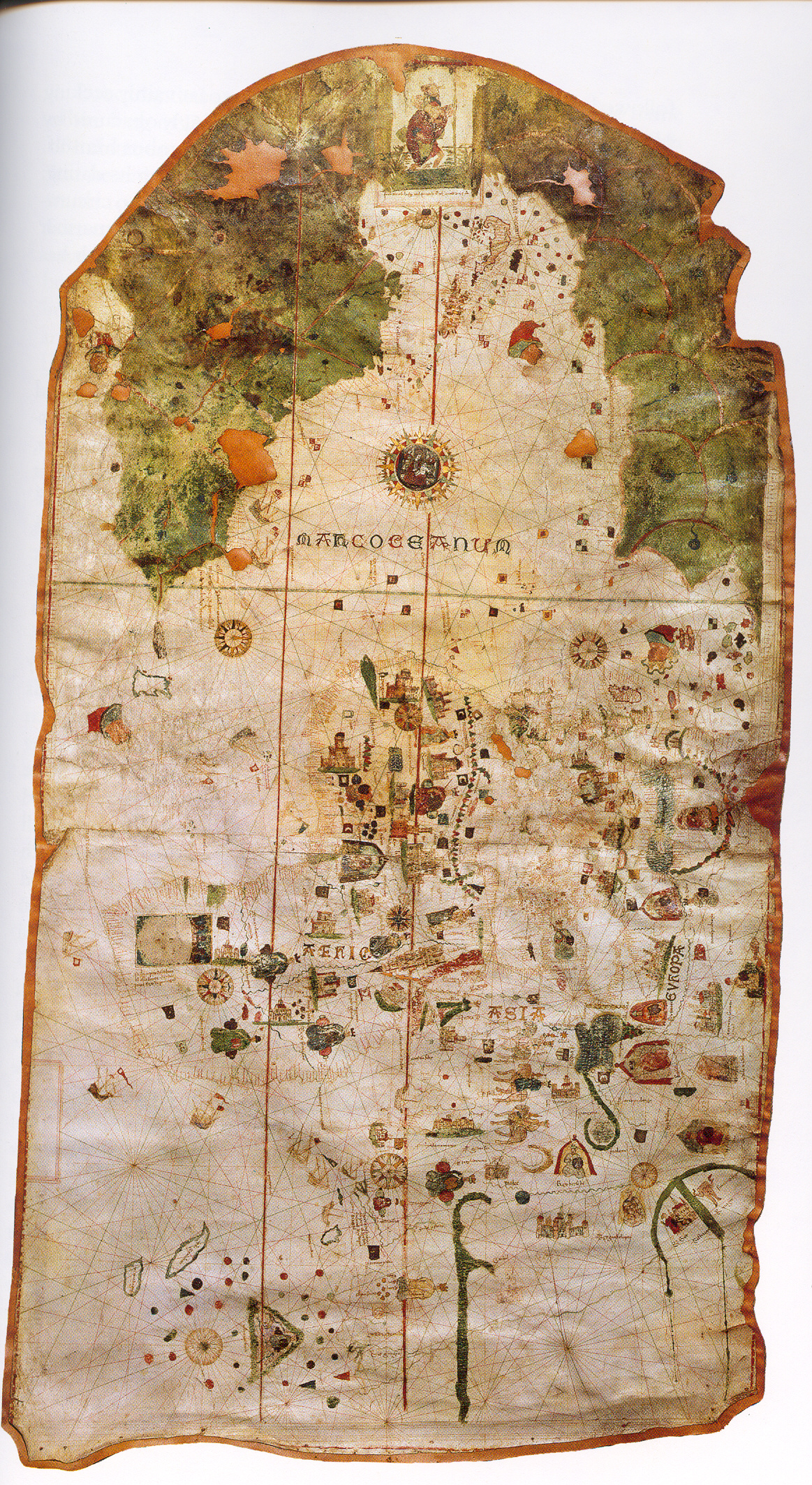
Il Nuovo Mondo (in verde) compare nella parte superiore e il Vecchio Mondo (in bianco) in quella inferiore.

Il planisfero o mappa di Juan de la Cosa è il primo planisfero a contenere una rappresentazione dell'America; misura 183 centimetri di lunghezza per 93 di larghezza, è dipinto a colori su pergamena ed è conservato al Museo Navale di Madrid. Un'iscrizione dice che venne realizzato dal marinaio cantabrico Juan de la Cosa nel 1500 a El Puerto de Santa María (Cadice). La sua ricca decorazione indica che probabilmente venne commissionato da un membro importante della corte dei Re Cattolici.
La mappa mostra la più antica rappresentazione inequivocabile dell'America giunta fino a noi, indicando le terre scoperte fino alla fine del XV secolo dalle spedizioni spagnole e portoghesi nel Nuovo Mondo. Mostra anche gran parte del Vecchio Mondo, nello stile tipico dei portolani medievali, comprese informazioni sul recente arrivo di Vasco da Gama in India nel 1498.
La carta di Juan de la Cosa è l'unica opera cartografica conservata di quelle realizzate dai testimoni oculari dei primi viaggi di Cristoforo Colombo nelle Indie. Essa allude allo scopritore mediante una grande immagine di San Cristoforo che copre l'area dove dovrebbe essere il Centroamerica. Tuttavia, Cuba viene rappresentata come un'isola, contrariamente all'opinione di Colombo, che la considerava una penisola dell'Asia.

## Descrizione

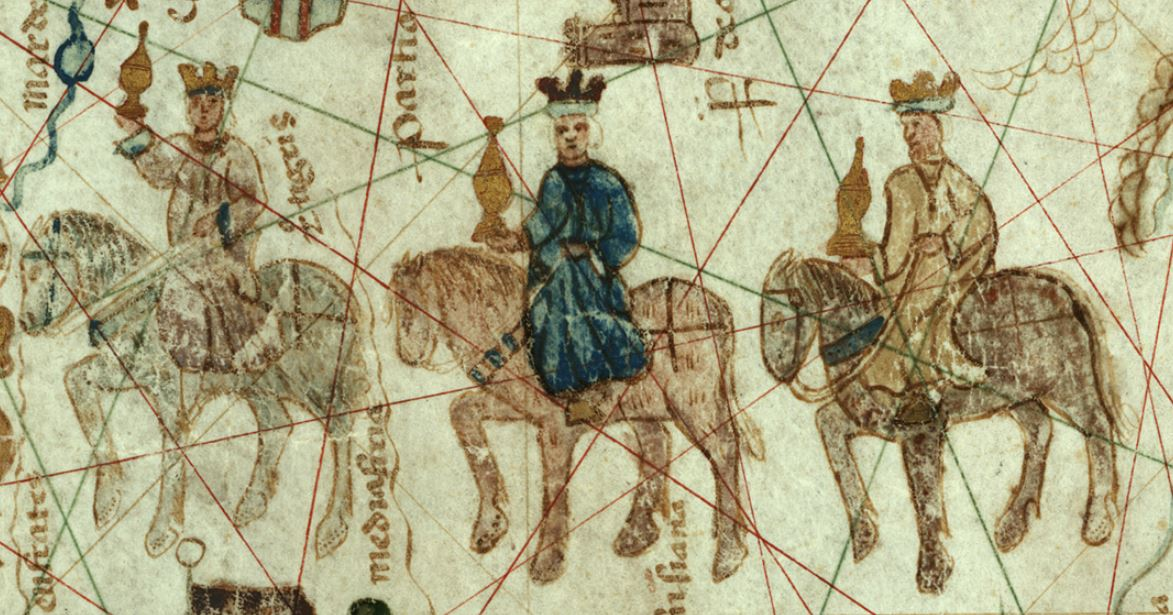
I Re Magi, personaggi sia biblici che leggendari, in Asia.

La mappa di Juan de la Cosa è un'opera manoscritta, di 93 cm (da nord a sud) per 183 (da est a ovest), disegnata su due fogli congiunti di pergamena di pelle di vitello cuciti su una tela resistente. I due pezzi sono incollati al centro, all'altezza dell'Italia e dell'Africa, e la loro forma non è simmetrica, in quanto la parte occidentale corrisponde al collo dell'animale. È illustrata con inchiostro e acquerello. Il Nuovo Mondo è rappresentato in verde, mentre il Vecchio Mondo non è colorato. Sulla mappa fiumi, porti e centri abitati sono indicati da simboli convenzionali. Inoltre, essa è riccamente abbellita alla maniera dei portolani della scuola maiorchina con rose dei venti, bandiere, imbarcazioni, re africani e personaggi leggendari, ad esempio il prete Gianni delle Indie in Africa e i Re Magi in Asia. La rosa dei venti situata nell'Atlantico contiene una rappresentazione della Vergine e del Bambino.
All'estremità superiore della mappa, a coprire la regione centroamericana, si trova un riquadro con un'immagine di San Cristoforo, probabile allusione a Cristoforo Colombo. Sotto il santo compare il riferimento all'autore e alla data di fabbricazione: Juan de la Cosa la fizo en el Puerto de S. Mª en el año de 1500 («Juan de la Cosa la affisse nel Puerto de Santa María nel 1500»). Nel margine inferiore, a destra, appare un altro cartiglio, tuttavia lasciato in bianco, apparentemente riservato a qualche testo che alla fine non è stato incluso.
Il suo stato di conservazione è generalmente buono, seppur con qualche difetto, ad esempio alcune scheggiature nella parte superiore e vari danni dovuti ad un incendio.
Contiene numerosi toponimi, scritti in spagnolo, ma alcuni di essi sono illeggibili, soprattutto nel Nuovo Mondo.

## Storia

### Autore e data

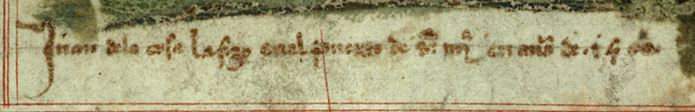
Testo della mappa che indica l'autore, il luogo e la data di realizzazione.

Un cartiglio sulla mappa afferma che
Juan de la Cosa era un marinaio nato in Cantabria intorno alla metà del XV secolo e morto sulla costa dell'attuale Colombia nel 1509. Ebbe un ruolo di primo piano durante il primo viaggio di Colombo verso le Indie (1492-93), dal momento che era il proprietario della nave ammiraglia, la Santa María. Partecipò anche al secondo viaggio dell'Ammiraglio (1493-96). Nel 1499 si associò ad Alonso de Ojeda per condurre una propria spedizione in America, alla quale partecipò anche Amerigo Vespucci. Partiti nel maggio 1499, percorsero una parte consistente della costa atlantica del Sudamerica prima di fare ritorno nel novembre 1499 o nel giugno 1500. È noto che de la Cosa aveva già portato con sé lo schizzo di una mappa al ritorno da questo viaggio. De la Cosa tornò in mare durante la spedizione di Rodrigo de Bastidas (fine del 1500 o metà del 1501 a seconda degli autori) e dovette aver realizzato il suo planisfero durante l'estate o l'autunno del 1500. Le ricche decorazioni indicano che fu probabilmente commissionato da qualche personaggio potente, forse il vescovo Fonseca.

#### Controversie e analisi
In passato alcuni storici misero in dubbio che il planisfero risalisse al 1500, in quanto ritenevano che parte delle informazioni cartografiche in essa contenute non fossero state ancora scoperte in quell'anno. Il primo a formulare questa teoria fu George E. Nunn nel 1934, il quale affermava che Cuba venne circumnavigata solamente nel 1509 e che quindi de la Cosa non poteva sapere che si trattasse di un'isola, come viene indicato correttamente sulla mappa. Le argomentazioni di questi studiosi sono state in seguito confutate: ad esempio, già nel 1501, Pietro Martire scrisse che «non mancano alcuni che sostengono d'avere circumnavigato Cuba». Altri autori hanno sottolineato che sul planisfero non sono state rappresentate molte delle terre scoperte dopo il 1500, ad esempio il golfo di Urabá e la costa del Darién, che furono scoperti proprio durante il terzo viaggio di de la Cosa nel Nuovo Mondo (1501-1502).
Un'altra teoria, più largamente accettata, afferma che la mappa conservata sia una copia dell'originale preparato da de la Cosa. Un indizio a favore di questa teoria sta nel fatto che molti toponimi sono illeggibili, come se il copista non fosse stato in grado di decifrare la grafia dell'autore originale. Lo storico Hugo O'Donnell si è spinto oltre, affermando che il lavoro di Juan de la Cosa si sia limitato a uno schizzo che è stato successivamente completato e arricchito da qualche altro cartografo.
D'altra parte, nel 1987 il Gabinetto di Documentazione Tecnica del Museo del Prado ha dimostrato, attraverso varie analisi, che i pigmenti del planisfero erano compatibili con una realizzazione nel 1500 e che non vi erano segni di ridipinture successive.

### Scomparsa e riscoperta
Non ci sono prove documentali dirette dell'esistenza del planisfero, ma sappiamo che Juan de la Cosa presentò due cartas de marear de las Yndias, «carte nautiche delle Indie», ai Re Cattolici a Segovia nel 1503. Una di queste potrebbe essere stato il suo planisfero del 1500 o forse una versione successiva dello stesso, aggiornata con le scoperte delle spedizioni più recenti. Le due mappe dovettero poi essere giunte in possesso del vescovo Fonseca, nel cui ufficio poté contemplarle Pietro Martire, che fece cenno a Juan de la Cosa in uno scritto del 1514:
(Pietro Martire di Anghiera. Decade II, Libro X. In data 4 dicembre 1514.)
Da allora della mappa si perse completamente ogni traccia, fino a quando, nel 1832, il barone di Walckenaer la acquistò da un commerciante di Parigi e la mostrò a diversi amici, tra cui lo studioso tedesco Alexander von Humboldt, che fu il primo a renderla nota. Lo spagnolo Ramón de la Sagra pubblicò nel 1837 la parte occidentale della carta e nel 1842 il visconte di Santarém riprodusse la parte dedicata all'Africa. Quando il barone di Walckenaer morì nel 1852, la sua biblioteca fu messa all'asta. De la Sagra allertò il Ministero della Marina spagnolo, che fece un'offerta per la carta e riuscì ad acquistarla per 4321 franchi dell'epoca.

### Ubicazione attuale
Dal 1853 la carta è esposta nella Sala delle Scoperte del Museo Navale di Madrid. È stata portata fuori dal Museo solo in rarissime occasioni. La più drammatica di queste ebbe luogo nel novembre 1936, in piena Guerra Civile, quando venne evacuata a Valencia per conto del Governo della Repubblica.
La carta non è mai stata restaurata. Ne sono state realizzate diverse riproduzioni in facsimile, la prima nel 1892 e la più recente nel 1992. Una copia realizzata a mano dal cartografo del Museo Juan Pedro Suárez Dávila venne esposta al posto dell'originale dal 1988 al 1992.

### Storiografia
La pubblicazione di opere inerenti alla mappa di de la Cosa si è concentrata in tre momenti storici:
- anni '30 del XIX secolo, quando venne ritrovata e resa nota al mondo scientifico grazie a Humboldt, de la Sagra e il visconte di Santarém, tra gli altri;
- fine del XIX secolo, in occasione del IV Centenario della Scoperta dell'America. Tra esse spicca lo studio condotto da A. Vascano, che accompagnò la prima riproduzione in facsimile della carta;
- fine del XX secolo, in occasione del V Centenario della stessa manifestazione.

## Territori rappresentati
La mappa mostra, da ovest a est: l'America e le isole adiacenti; l'oceano Atlantico con i suoi arcipelaghi principali; l'Europa, il Mediterraneo e l'Africa; il continente asiatico e l'oceano Indiano. Sebbene la mappa di Juan de la Cosa sia spesso chiamata «planisfero», essa non lo è in senso stretto, in quanto la sua rappresentazione dell'Asia si ferma al subcontinente indiano, omettendo del tutto Cina e Giappone. Del tutto assenti sono anche l'oceano Pacifico e le regioni antartiche.

### Centroamerica e Antille

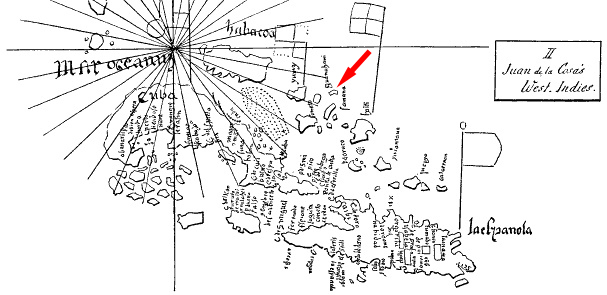
Le Grandi Antille nella mappa di Juan de la Cosa. La freccia rossa (aggiunta) indica l'isola di Guanahani.

Il tracciato della mappa è chiaro e dettagliato nella zona delle Antille, che appaiono rappresentate ognuna con il suo nome. Nel gruppo delle isole Bahamas disegnato da de la Cosa con grande precisione c'è l'isola di Guanahani, che curiosamente non riceve nessun trattamento grafico speciale né nessuna informazione particolare nonostante sia stata la prima terra «delle Indie» che Colombo affermava di aver avvistato nel suo Primo Viaggio.
Cuba appare con questo appellativo, derivato dalla parola indigena Cubanacán, e non con il nome di Juana che le aveva dato Colombo. La sua rappresentazione è abbastanza precisa: allungata, con numerose baie, ristretta in due punti e con un'estremità occidentale ricurva che forma un ampio golfo pieno di isolotti. L'autore della mappa la rappresenta correttamente come un'isola, nonostante nel giugno 1494 Colombo avesse fatto giurare a tutti coloro che lo avevano accompagnato nel suo Secondo Viaggio, compreso de la Cosa, che essa non era un'isola, bensì una penisola del continente asiatico. Alcuni autori dubitano che de la Cosa, nel 1500, avesse potuto sapere che Cuba fosse in realtà un'isola, il che implicherebbe che la mappa dovesse essere stata elaborata più tardi, ma altri storici affermano che nel 1500 diverse spedizioni castigliane avevano già circumnavigato l'isola.
Contrariamente alle Antille, la vicina costa continentale è disegnata in modo impreciso: mancano del tutto le penisole della Florida e dello Yucatán, il golfo del Messico e in generale tutta l'America Centrale, al posto della quale si trova un grande cartiglio con l'immagine di San Cristoforo. Si ritiene che de la Cosa possa aver coperto con questo riquadro la regione centroamericana per evitare di disegnare una linea costiera continua tra Nordamerica e Sudamerica, la cui presenza avrebbe negato l'esistenza del passaggio marittimo verso le isole delle Spezie che Colombo e altri sostenevano si trovasse lì.

### Sudamerica

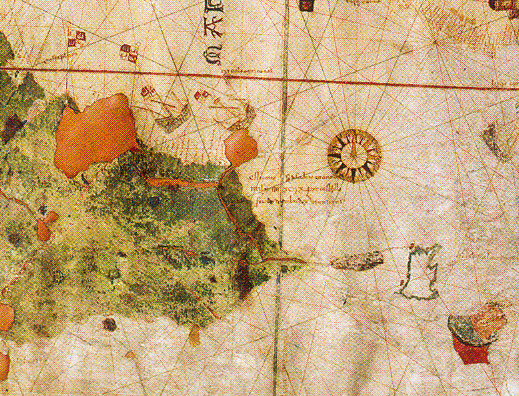
Dettaglio dell'estremità orientale del Sudamerica.

La mappa mostra la costa sudamericana adornata da bandiere castigliane dal capo de la Vela (nell'attuale Colombia) fino all'estremità orientale del continente. Qui si trova una scritta che dice este cavo se descubrió en año de mil y CDXCIX por Castilla siendo descubridor Vicentians («Questo capo venne scoperto nell'anno mille e CDXCIX dalla Castiglia, dallo scopritore Vicente») e che molto probabilmente si riferisce all'arrivo di Vicente Yáñez Pinzón alla fine di gennaio del 1500 alla punta orientale del Sudamerica, che battezzò capo di Santa María de la Consolación. Ancora più a est, e separata dal continente, compare una Ysla descubierta por portugal («Isola scoperta dal Portogallo») colorata in blu. Probabilmente de la Cosa voleva raffigurare la terra scoperta dal portoghese Pedro Álvares Cabral nel 1500 che aveva battezzato Tierra de Vera Cruz o de Santa Cruz.
Nella parte settentrionale della regione sudamericana si trova la Costa de perlas, che era stata scoperta da Colombo nel suo Terzo Viaggio (1498) e che fu percorsa dallo stesso de la Cosa durante il suo viaggio con Alonso de Ojeda. Sono inoltre presenti due citazioni di altrettanti mares dulces (Mar de agua duce e Mar Duce) che corrispondono, rispettivamente, a quello alla foce dell'Orinoco, scoperto da Diego de Lepe nel 1500 e a quello situato al largo delle Guyane, navigato da Ojeda nel 1499.

### Nordamerica
La mappa rappresenta il Nordamerica come una massa continentale continua che si estende fino all'Artico. È raffigurato in modo più schematico e con meno indicazioni rispetto ad altre zone geografiche. Il frammento di costa nordamericana dove de la Cosa ha scritto i toponimi è contrassegnato da cinque bandiere inglesi di colore blu e marrone poste tra due iscrizioni riferite alla stessa nazione: mar descubierta po ynglesie («mare scoperto dagli inglesi») a ovest e cavo de ynglaterra («capo d'Inghilterra») a est.
Si ritiene che de la Cosa volesse rappresentare in questo modo le scoperte fatte da Giovanni Caboto nelle sue spedizioni del 1497 e del 1498 sotto bandiera inglese. L'ambasciatore castigliano a Londra, Pedro de Ayala, dovette aver inviato ai Re Cattolici una copia della mappa disegnata da Caboto, oggi scomparsa.

### Vecchio Mondo

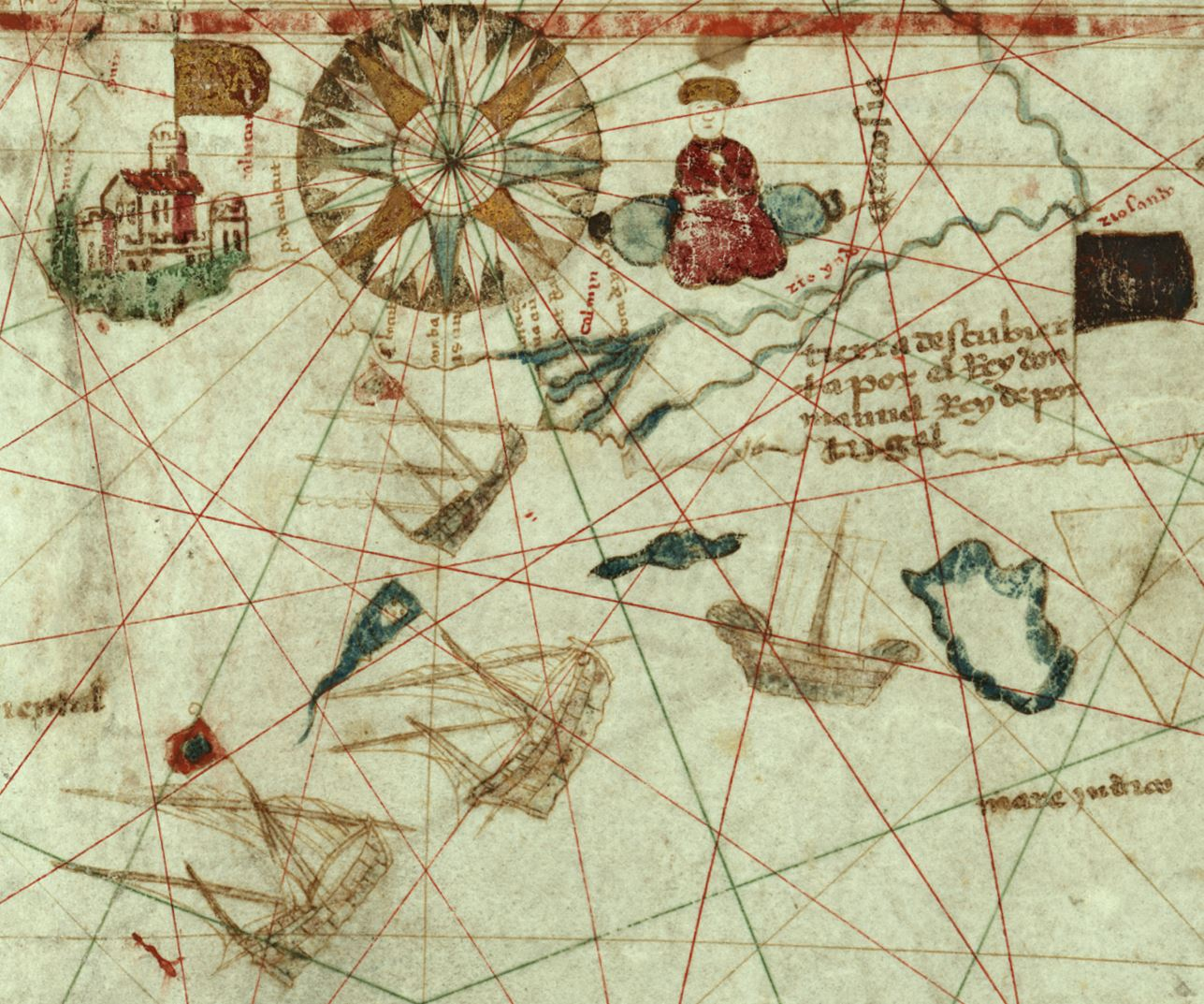
Navi portoghesi all'arrivo in India.

Le coste dell'Europa e del Mediterraneo sono disegnate con la consueta precisione dei portolani dell'epoca. Il profilo dell'Africa riflette le più recenti scoperte portoghesi. Infatti, all'estremità meridionale del continente, c'è una nota che dice: Hasta aquí descubrió el excelente rey D. Juan de Portugal («Fino a qui scoprì l'eccellente re D. Giovanni del Portogallo»), in riferimento al viaggio di Bartolomeo Diaz del 1487-1488. La costa orientale africana, che i portoghesi avevano appena riconosciuto, appare raffigurata meno esattamente.
Il continente asiatico è disegnato solo in parte e in modo abbastanza impreciso. La mappa si interrompe sulle coste del mar Arabico e pertanto manca gran parte del subcontinente indiano. Ceylon è rappresentata come una grande isola triangolare chiamata Trapobana. Sotto la penisola indiana una scritta dice: Tierra descubierta por el rey D. Manuel, rey de Portugal («Terra scoperta dal re D. Manuele, re del Portogallo»), in riferimento al viaggio di Vasco da Gama del 1497-1499. A parte questa nota, la rappresentazione dell'India è simile a quella delle mappe della Geografia di Tolomeo e dell'Atlante Catalano del 1375. Nella parte centrale dell'oceano Indiano appaiono disegnate due grandi isole, Zanabar e Madagascoa, simili a quelle del globo terracqueo di Martin Behaim.
Interrompere la mappa per non rappresentare l'Indocina e la Cina potrebbe essere stato uno stratagemma escogitato da de la Cosa per evitare di prendere posizione riguardo alla discussione se le terre scoperte da Colombo fossero l'estremità orientale dell'Asia o un nuovo continente.

## Cartografia

### Linee di riferimento

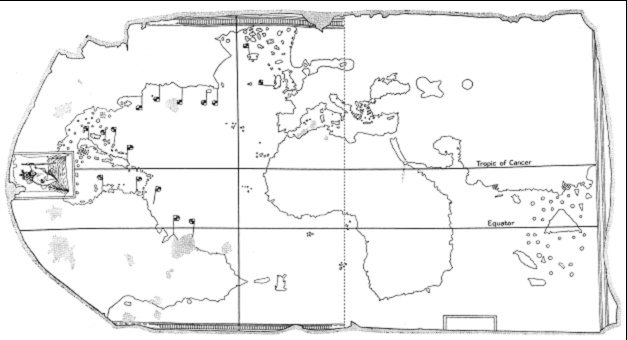
Schema della mappa con le tre linee di riferimento principali.

La mappa di Juan de la Cosa presenta le linee di rotta tradizionali dei portolani. Sono raffigurate due rose dei venti principali a 32 direzioni, una a sud dell'India e un'altra, più grande, in mezzo all'Atlantico. Queste due rose sono al centro di rispettive circonferenze determinate da altre 16 rose dei venti più piccole. A differenza delle altre carte successive, le rose di questa mappa non si intersecano tra loro. La linea che unisce i centri delle rose costituisce l'asse principale della carta.
Appaiono inoltre chiaramente evidenziate tre linee rette: una orientata in senso est-ovest chiamata circulo cancro che coincide quasi con l'asse principale della mappa; un'altra, chiamata circulo equinoccial o linea equinoccial, parallela alla precedente e situata nella parte meridionale, e una linea nord-sud che passa per gli arcipelaghi delle Azzorre e di Capo Verde e taglia perpendicolarmente le due precedenti, chiamata liña meridional. Gli storici identificano all'unanimità il circulo equinoccial con l'Equatore e la maggior parte di essi ritiene che il circulo cancro rappresenti il Tropico del Cancro. Per quanto riguarda la linea verticale, è stato detto che si tratti della linea fissata da papa Alessandro VI nella bolla Inter Caetera (1493) o del meridiano preso come riferimento nel trattato di Tordesillas (1494) per dividere l'Atlantico tra Castiglia e Portogallo. Un'altra teoria afferma che de la Cosa volesse indicare la longitudine in cui si annulla la declinazione magnetica, cioè dove il nord segnalato dalla bussola corrisponde esattamente con il polo Nord geografico indicato dalla Stella Polare.

### Scala
La mappa fornisce due scale sotto forma di linee tratteggiate senza nessun numero o spiegazione, poste nei margini superiore e inferiore della metà occidentale della carta. Si ritiene che la distanza tra i punti possa rappresentare 50 miglia. È stato anche affermato che la mappa sia stata disegnata utilizzando una scala diversa per il Nuovo Mondo e per il Vecchio, il che avrebbe ampliato l'immagine dell'America con un rapporto di 1,4:1 rispetto al Vecchio Mondo.
La mappa non mostra né i valori né la definizione del sistema di coordinate utilizzato per la sua fabbricazione.

### Il problema della latitudine
Se si parte dall'ipotesi che la mappa rappresenti il globo terrestre secondo una griglia perpendicolare di longitudine e latitudine, giungiamo alla conclusione che de la Cosa è stato abbastanza esatto con le longitudini ma ha commesso errori grossolani con la latitudine delle terre americane appena scoperte: Porto Rico è stata posizionata sopra il Tropico del Cancro (il circulo cancro) quando in realtà si trova cinque gradi a sud di esso; Hispaniola appare alla stessa altezza delle Canarie, nonostante le loro latitudini differiscano esattamente di otto gradi; la costa settentrionale di Cuba raggiunge sulla mappa i 36° N, mentre in realtà è dodici gradi più a sud.
Sembra che anche Colombo abbia commesso gli stessi errori poiché, tanto per fare un esempio, nella sua lettera allo Escrivano de Ración del marzo 1493 affermò riguardo a Hispaniola che «il sole ha una grande forza lì, poiché è distante dalla linea equinoziale ventisei gradi», mentre quest'isola si trova in realtà compresa tra i 17,5 e i 20º N di latitudine. Nel 1494 ripeté gli stessi dati in una lettera ai Re Cattolici relativa al suo Secondo Viaggio.

## Importanza
La mappa di Juan de la Cosa è di grande importanza storica, in quanto è l'unica mappa conosciuta realizzata da un testimone oculare dei primi due viaggi di Colombo. È anche la carta più antica in cui appaia indiscutibilmente l'America.
Trattandosi di una carta fatta a mano, non incisa o stampata, solo poche persone ebbero il privilegio di consultarla e studiarla in dettaglio. Si ritiene quindi che la sua influenza sullo sviluppo della cartografia debba essere stata limitata. Tuttavia, sappiamo che all'epoca fu apprezzata per la sua qualità, in quanto la stessa o una carta successiva realizzata dallo stesso autore furono citate da Pietro Martire nel 1514 tra le «carte nautiche» castigliane più preziose.